# Зарубин, Георгий Петрович
Георгий Петрович Зарубин (1928—1995) — советский врач, учёный-гигиенист, доктор медицинский наук, профессор, член-корреспондент РАМН.
Автор более 100 опубликованных научных работ, в том числе 10 монографий, посвящённых различным вопросам охраны водоёмов и организации санитарного дела, в частности гигиене окружающей среды. За монографию «Санитарные вопросы водоснабжения и канализации» Г. П. Зарубин в 1979 году удостоен премии Ф. ф. Эрисмана Академии медицинских наук СССР (совместно с И. П. Овчинкиным).

## Биография
Родился 12 декабря 1928 года.
В 1953 году окончил Казанский медицинский институт (ныне Казанский государственный медицинский университет) и работал в должности санитарного инспектора по охране водоемов Башкирской АССР. С 1959 по 1962 год являлся научным сотрудником в Московском НИИ гигиены им. Ф. Ф. Эрисмана, затем работал в лаборатории гигиены воды и водоснабжения ВНИИ гигиены железнодорожного транспорта. С 1962 года Г. П. Зарубин работал главным врачом Санитарно-эпидемиологической станции Четвёртого главного управления при Минздраве СССР и в течение тридцати лет оставался бессменным её руководителем.
Г. П. Зарубин — организатор и руководитель санитарно-эпидемиологической службы Медицинского центра Управления делами Президента Российской Федерации, начальник Управления медико-биологических, химических и аграрных наук Высшего аттестационного комитета Российской Федерации.
Был профессором кафедры гигиены Московского медицинского стоматологического института им. Н. А. Семашко (ныне Московский государственный медико-стоматологический университет). Под его руководством было защищено 22 кандидатские диссертации. На протяжении многих лет был заместителем главного редактора журнала «Гигиена и санитария», членом Экспертного совета ВАК СССР.
Умер 28 июля 1995 года. Похоронен на Кунцевскoм кладбище.

## Награды
Был награждён орденом Трудового Красного Знамени, двумя орденами «Знак Почёта» и медалями; Заслуженный врач Российской Федерации.